# Hans Simon (Pfarrer)
Hans Simon (* 24. September 1935 in Kayna, Kreis Zeitz; † 7. September 2020 in Potsdam) war ein evangelischer  Pfarrer und Bürgerrechtler in der DDR. Während seiner Tätigkeit in der Ost-Berliner Zionsgemeinde zur Zeit der DDR wurde die Zionskirche zu einem Mittelpunkt der unabhängigen Umwelt- und Friedensbewegung sowie zum Forum vieler vom Staat marginalisierter Ost-Berliner Künstler und zu einem Zentrum der Proteste, die 1989 zur Wende und zum Fall der Berliner Mauer führten.
Für seine Arbeit als Bürgerrechtler wurde Simon mit dem Verdienstorden des Landes Berlin sowie dem Bundesverdienstkreuz ausgezeichnet.

## Leben und Werk
Hans Simon verlor seine Eltern früh und wuchs als Jugendlicher in einem Internat auf. Aufgrund seines Engagements für Religionsfreiheit in der DDR und seiner Tätigkeit in der Jungen Gemeinde wurde Simon 1953 von der Erweiterten Oberschule Droyßig relegiert. 1957 holte er sein Abitur in Potsdam-Hermannswerder nach und studierte anschließend Evangelische Theologie  an der Kirchlichen Hochschule Berlin in Berlin-Zehlendorf. Zu seinen Weggefährten gehörten seit dieser Zeit der Pfarrer Oswald Wutzke sowie die Pfarrer  Henning Hintzsche und Jürgen Wolter, zu denen über seine Ehefrau Barbara auch verwandtschaftliche Beziehungen bestanden. Nach seiner Ordination zum Pfarrer  war er  zunächst in Göllingen am Kyffhäuser, dann in Brielow bei Brandenburg als Pfarrer tätig, wo sein Schwager Henning Hintzsche in Pritzerbe einer seiner Amtsbrüder war.
1984 wurde Simon zum Pfarrer der Zionsgemeinde in Berlin-Mitte berufen; bis 1990 war er auch Vorsitzender des Gemeindekirchenrates der Zionsgemeinde. Dietrich Bonhoeffer, dessen Wirken und Theologie sich Simon seit seiner Zeit in der Jungen Gemeinde verpflichtet fühlte, hatte 1931 als Stadtsynodalvikar in der Zionsgemeinde gearbeitet. Die Erinnerung an Bonhoeffer war sowohl unter älteren Gemeindemitgliedern als auch in der Leitung der Berlin-Brandenburgischen Kirche, zu der die Zionsgemeinde gehörte, präsent. Der Bischof der Evangelischen Kirche in Berlin Brandenburg, Albrecht Schönherr, war 1934 Student am Predigerseminar Finkenwalde gewesen, das von Bonhoeffer geleitet wurde. Auch der seit 1981 amtierende Bischof Gottfried Forck, mit dem sich Simon ebenso wie mit Albrecht Schönherr austauschte und mit dem er zusammenarbeitete, fühlte sich Bonhoeffers Anspruch, die Kirche müsse „Kirche für andere“ sein, verpflichtet. Simon verstand Kirche für andere im Zusammenhang der Gemeindearbeit in Berlin-Mitte als Aufruf, sich für sozial Ausgegrenzte (sogenannte Asoziale) einzusetzen und religiös und politisch Suchenden oder vom Staat Verfolgten Zufluchtsorte und Freiräume unzensierter Diskussion zu ermöglichen.
1986 baten Umweltschützer Simon um Räumlichkeiten für ihre unabhängige Gruppe. Weil es an diesen mangelte, kam seine Frau Barbara auf die Idee, die eigenen Kellerräume zur Verfügung zu stellen. So kam es im Keller des Pfarrhauses zur Gründung einer der wichtigsten Oppositionsgruppen, der Umwelt-Bibliothek Berlin. Zu den Gründern der Bibliothek gehörten u. a. Carlo Jordan, Oliver Kämper, Wolfgang Rüddenklau und Christian Halbrock. Die sowohl vom Umfang als auch von der Ausstattung in der DDR einmalige Bibliothek enthielt auch vom SED-Staat nicht erwünschte oder zensierte Literatur sowohl ost- als auch westeuropäischer Autoren. Die Umweltbibliothek wurde schnell zu einem überregionalen Zentrum kirchlichen und außerkirchlichen Protests gegen die Zerstörung der Schöpfung und Umwelt durch planwirtschaftlichen Raubbau und den Einsatz umweltgefährdender Technologien in der DDR und in anderen Teilen Europas. Bereits vor der Tschernobyl-Katastrophe formierte sich in den Umweltgruppen der Zionskirche Widerstand gegen die energiewirtschaftliche und militärische Nutzung der Atomenergie im Ostblock. In den Räumen der Umweltbibliothek wurde auch die Samisdat-Zeitschrift ‘Umweltblätter’ (später 'Telegraph') hergestellt, die zu einer der wichtigsten Veröffentlichungen der DDR-Opposition wurde. Wegen der Umwelt-Bibliothek kam es zwischen dem Rat des Stadtbezirkes Berlin-Mitte und Simon wiederholt zu Auseinandersetzungen. Der Bezirksrat kollaborierte dabei eng mit der Stasi, die Simon seit seinem Theologiestudium bespitzelte.
Unter Simon wurde die Zionsgemeinde auch zu einem wichtigen Mittelpunkt der Friedensbewegung im Berliner und Brandenburger Raum. Von der Bergpredigt Jesu inspiriert argumentierte Simon in der Zeit des Kalten Krieges theologisch gegen Hochrüstung und Militarisierung der Gesellschaft. Er war ein aktiver Gestalter der Friedensdekaden in der Zionskirche und stellte sich schützend vor Träger des Schwerter-zu-Pflugscharen-Symbols. Simon ermöglichte in den Räumen der Zionsgemeinde aber auch nicht-religiösen Gruppen von Pazifisten und Kriegsdienstverweigerern ein Forum für ihre Ideen. Zudem engagierten sich Simon und Mitglieder der Zionsgemeinde in pazifistischer kirchlicher Arbeit zur Unterstützung der ‘Dritten Welt’. Dieses Engagement stieß bei Vertretern der SED-Außenpolitik, die eine leninistische Imperialismus-Theorie vertraten, ebenfalls auf Ablehnung.
Simon öffnete die Zionskirche und das Gemeindehaus auch für Künstler, die in der staatlich organisierten Kulturlandschaft Ost-Berlins keine Auftrittsmöglichkeiten hatten. Dies waren zumeist junge dissidentische Autoren und Liedermacher. Simon erlaubte auch Kunstformen, die nicht dem Sozialistischen Realismus entsprachen, ein Auftrittsforum im Kirchenraum. Zu einem Zwischenfall kam es am 17. Oktober 1987 nach einem Auftritt der Ost-Berliner Punkband ‘Die Firma’ und der West-Berliner Band ‘Element of Crime’ in der mit 2000 Menschen vollbesetzten Zionskirche. Nach Ende des Konzerts wurden ca. 400 noch in der Kirche gebliebene Gäste von Neo-Nazi-Parolen brüllenden Skinheads tätlich angegriffen. Einige Konzertbesucher wurden zusammengeschlagen. Die in der und vor der Kirche zahlreich anwesenden Stasileute und Polizisten sahen dabei tatenlos zu. Pfarrer Simon protestierte daraufhin am folgenden Tag bei der Polizeidirektion Ost-Berlins.
In der Nacht vom 24. auf den 25. November 1987 wurde Simon im Zuge der Stasi-Aktion 'Falle’ zusammen mit anderen Oppositionellen aus dem Kreis der Umwelt-Bibliothek verhaftet. Die nächtliche Verhaftung eines Pfarrers und friedlicher Oppositioneller in der ehemaligen Wirkungsstätte Bonhoeffers löste ein internationales Medienecho aus. In der Zionsgemeinde und in anderen Gemeinden Berlins kam es zu spontanen Mahnwachen für die Verhafteten. Auch durch ökumenische kirchliche Proteste, u. a. aus Skandinavien und den Niederlanden, sowie durch die Fürsprache von Amnesty International und dem westdeutschen Arbeitskreis für Ost-West-Fragen der Evangelisch-Lutherischen Kirche kamen Simon und die anderen inhaftierten Bürgerrechtler nach wenigen Tagen wieder frei. Simon als Schutzherr der Umwelt-Bibliothek und viele andere Bürgerrechtler aus deren Umkreis wurden danach weiterhin verstärkt von der Stasi überwacht, u. a. im Zuge von Operativen Personenkontrollen und ‘Zersetzungsmaßnahmen’.
Wie die Pastorenkollegen an anderen Ost-Berliner Kirchen mit starkem bürgerrechtlichen Engagement (z. B. Rainer Eppelmann), teilte auch Simon persönlich nicht immer die Meinungen der sich im Schutzraum seiner Kirche Versammelnden. Von konservativen Gemeinde- und Kirchenbeamten wurde er zuweilen als zu waghalsig und politisch, von erwartungsvollen Protestierenden der Kirche von Unten als zu zögerlich und zu theologisch kritisiert. Wichtig war es Simon, in jedem Fall den Dialog zwischen unterschiedlichen gesellschaftlichen und religiösen Positionen zu ermöglichen.
Im Herbst 1989 wurde die Zionskirche zu einem wichtigen Versammlungsort friedlicher Demonstranten, die für Reisefreiheit und eine grundlegende Reformierung der DDR und/oder eine politische Wiedervereinigung mit der Bundesrepublik Deutschland eintraten. In der Zionskirche formierten sich Mahnwachen und Protestzüge und es wurde über die Besetzung von Runden Tischen beraten (Carlo Jordan wurde ein Vertreter des Zentralen Runden Tisches). 1990 konnte nach einem Hungerstreik unter Beteiligung von prominenten Gemeinde- und Bibliotheksmitgliedern mit Simons Unterstützung das Stasi-Unterlagen-Gesetz  durchgesetzt werden.
1991 erhielt Simon den Verdienstorden des Landes Berlin und das Bundesverdienstkreuz. 1997 ging er in den Ruhestand. Als altphilologisch ausgebildeter Theologe arbeitete Simon im Ruhestand an Modellen der Exegese, die die soziale Botschaft und das Kerygma Jesu in den Kontexten der rabbinischen Theologie zur Zeit des Zweiten Tempels interpretieren.

## Privates
Hans Simon war seit Oktober 1961 verheiratet mit Gertrud Anna Barbara Hintzsche (genannt Bärbel) (1935–2014), Enkelin des Theologen Karl Begrich und Großcousine der Theologen Joachim Begrich und  Martin Begrich. Aus der Ehe gingen drei Töchter hervor. Hans Simon starb auf der Insel Hermannswerder (Potsdam), wo er die für sein pfarramtliches Dasein prägenden Jugendjahre verbracht hatte.